# Nicolas Beaudin
Pour les articles homonymes, voir Beaudin.
Nicolas Beaudin (né le 7 octobre 1999 à Châteauguay dans la province de Québec au Canada) est un joueur canadien de hockey sur glace. Il évolue au poste de défenseur.

## Biographie
Beaudin est repêché au 39e rang au total par les Voltigeurs de Drummondville lors du repêchage 2015 de la LHJMQ. Il commence sa carrière junior avec Drummondville en 2015-2016. Il connaît néanmoins sa meilleure saison en carrière dans la LHJMQ en 2017-2018 avec un total de 69 points en 68 matchs.
Le 22 juin 2018, il est sélectionné en 1er ronde, 27e au total, par les Blackhawks de Chicago au repêchage d'entrée dans la LNH 2018. Il paraphe son premier contrat professionnel de 3 ans avec Chicago, le 9 novembre 2018.
Le 26 octobre 2022, il est échangé aux Canadiens de Montréal en retour de l'attaquant Cameron Hillis.

## Statistiques

### En club
| Saison    | Équipe                      | Ligue |    | Saison régulière | Saison régulière | Saison régulière | Saison régulière | Saison régulière |   | Séries éliminatoires | Séries éliminatoires | Séries éliminatoires | Séries éliminatoires | Séries éliminatoires |
| Saison    | Équipe                      | Ligue | PJ | B                | A                | Pts              | Pun              | PJ               | B | A                    | Pts                  | Pun                  |                      |                      |
| 2015-2016 | Voltigeurs de Drummondville | LHJMQ | 26 | 0                | 1                | 1                | 4                | 3                | 1 | 0                    | 1                    | 2                    |                      |                      |
| 2016-2017 | Voltigeurs de Drummondville | LHJMQ | 64 | 5                | 36               | 41               | 26               | 4                | 0 | 0                    | 0                    | 2                    |                      |                      |
| 2017-2018 | Voltigeurs de Drummondville | LHJMQ | 68 | 12               | 57               | 69               | 47               | 10               | 3 | 8                    | 11                   | 2                    |                      |                      |
| 2018-2019 | Voltigeurs de Drummondville | LHJMQ | 53 | 7                | 49               | 56               | 48               | 16               | 2 | 6                    | 8                    | 20                   |                      |                      |
| 2019-2020 | IceHogs de Rockford         | LAH   | 59 | 3                | 12               | 15               | 33               | -                | - | -                    | -                    | -                    |                      |                      |
| 2019-2020 | Blackhawks de Chicago       | LNH   | 1  | 0                | 0                | 0                | 0                | -                | - | -                    | -                    | -                    |                      |                      |
| 2020-2021 | Blackhawks de Chicago       | LNH   | 19 | 2                | 4                | 6                | 2                | -                | - | -                    | -                    | -                    |                      |                      |
| 2020-2021 | IceHogs de Rockford         | LAH   | 9  | 2                | 8                | 10               | 4                | -                | - | -                    | -                    | -                    |                      |                      |
| 2021-2022 | Blackhawks de Chicago       | LNH   | 2  | 0                | 0                | 0                | 0                | -                | - | -                    | -                    | -                    |                      |                      |
| 2021-2022 | IceHogs de Rockford         | LAH   | 66 | 2                | 14               | 16               | 68               | 1                | 0 | 0                    | 0                    | 0                    |                      |                      |

### En équipe nationale
| Année | Équipe | Compétition          |    | PJ | B | A | Pts | Pun           |  | Résultat |
| 2021  | Canada | Championnat du monde | 10 | 0  | 1 | 1 | 0   | Médaille d'or |  |          |